# Ciclosilicato de sodio y circonio
El ciclosilicato de circonio y sodio, comercializado con el nombre comercial de Lokelma, es un medicamento utilizado para tratar la hiperpotasemia, cuyos efectos se manifiestan entre una y seis horas y se administra por vía oral.
Los efectos secundarios más frecuentes son hinchazón y niveles bajos de potasio en sangre. Es probable que su uso sea seguro durante el embarazo y la lactancia. Actúa fijando iones de potasio en el tracto gastrointestinal, que luego se pierden en las heces.
El ciclosilicato de circonio y sodio fue aprobado para uso médico en la Unión Europea y en los Estados Unidos en 2018Fue desarrollado por AstraZeneca.

## Uso médico
El ciclosilicato de circonio y sodio se utiliza para tratar la hiperpotasemia. Los efectos se manifiestan en un plazo de una a seis horas.

## Mecanismo de acción

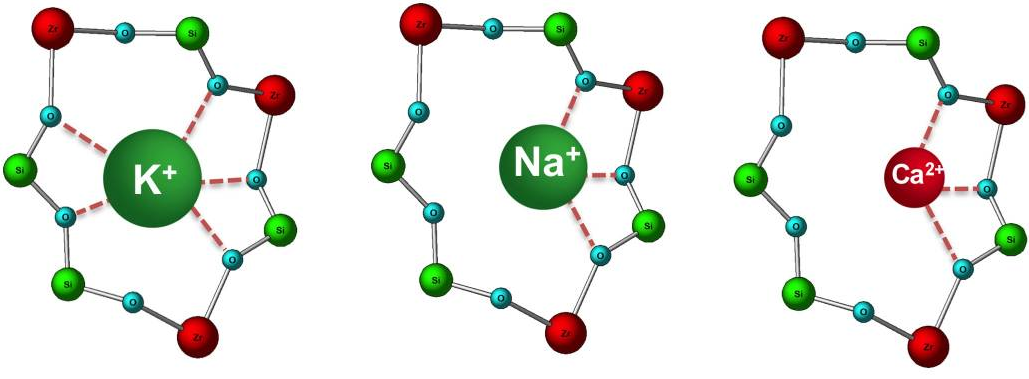
Secciones transversales de poros de ZS-9 con tres iones diferentes (K⁺ = potasio, Na⁺ = sodio, Ca²⁺ = calcio). Se cree que la especificidad para el potasio se debe al diámetro y la composición de los poros, que se asemejan a los canales de potasio.

El ZS-9 es un silicato de circonio. Los silicatos de circonio se han utilizado ampliamente en aplicaciones médicas y dentales debido a su seguridad demostrada. Se seleccionaron 11 silicatos de circonio mediante un proceso de optimización iterativo. El ZS-9 captura selectivamente iones de potasio, presumiblemente imitando las acciones de los canales de potasio fisiológicos. El ZS-9 es un intercambiador de cationes inorgánico cristalino con una alta capacidad para atrapar cationes monovalentes, específicamente iones de potasio y amonio, en el tracto gastrointestinal.

## Investigación
Una revisión halló una disminución del potasio de 0,17 mEq/L a la hora y de 0,67 mEq/L a las 48 horas.
Parece eficaz en personas con enfermedad renal crónica, diabetes e insuficiencia cardiaca. Se ha estudiado su uso durante un año.

## Otras lecturas
- CADTH review